# Ehren McGhehey

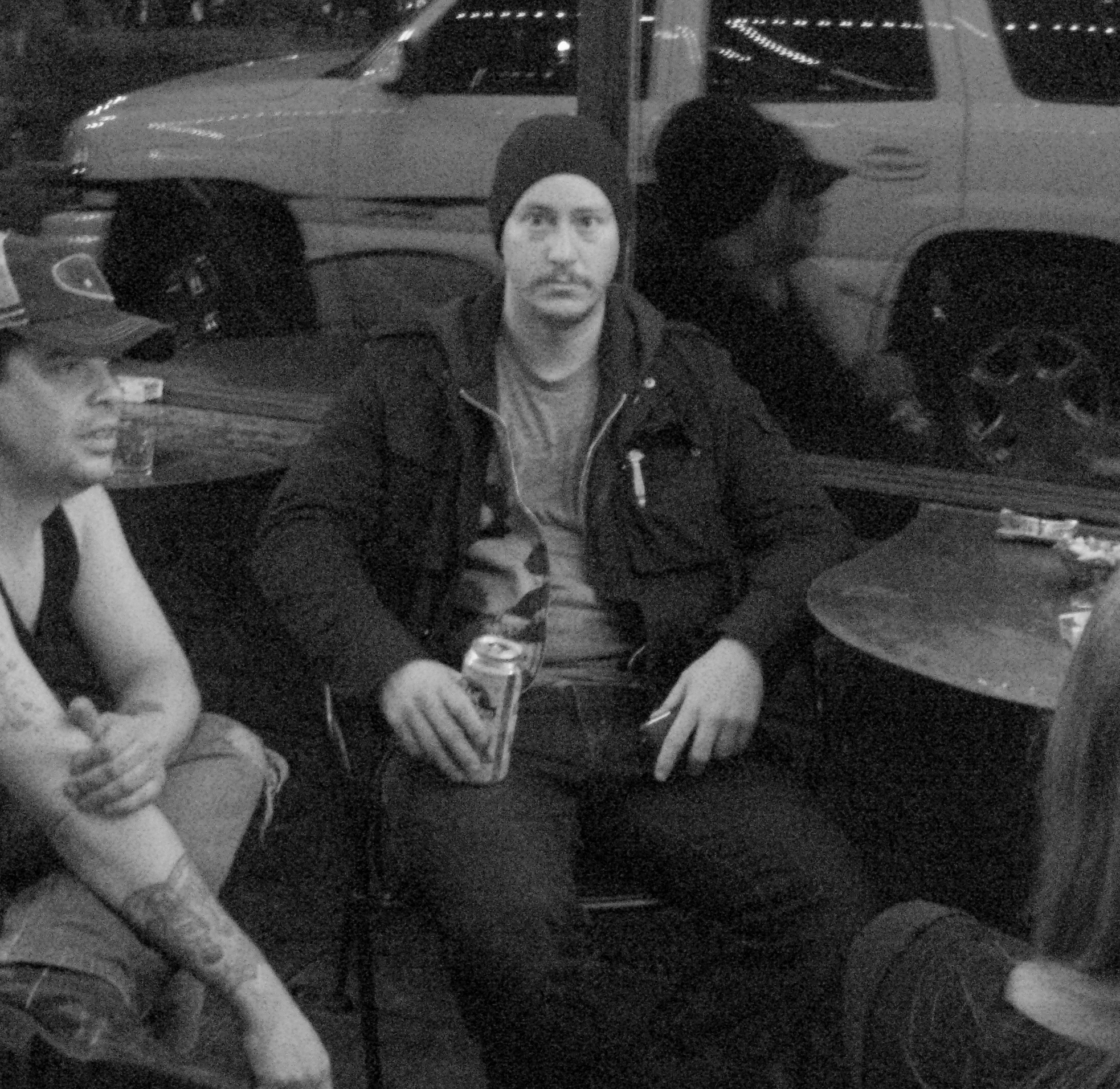
Ehren McGhehey (2010)

Ehren McGhehey (* 29. November 1976 in  McMinnville, Oregon) ist ein US-amerikanischer Stuntman und Schauspieler. Er wurde hauptsächlich durch die von MTV produzierte Serie Jackass bekannt. Er spielte unter anderem in allen vier Jackass-Kinofilmen mit.

## Biografie
Ehren McGhehey, auch bekannt unter dem Spitznamen Danger Ehren, wurde in eine Bestatterfamilie hineingeboren. Mit zwölf Jahren begann er zu Skateboarden, mit fünfzehn Snowboard zu fahren. Nachdem er mit achtzehn seine ersten Snowboard-Sponsoren gefunden hatte, zog er sich bei einem Unfall schwere Verletzungen zu. Während er sich davon erholte, arbeitete er in einem Skateboard-Shop in Portland und ließ dort kurze Clips mit von ihm durchgeführten Stunts aufnehmen und verbreiten. So wurde Regisseur Jeff Tremaine auf ihn aufmerksam und holte ihn ins Hauptteam der umstrittenen Show Jackass, wo er für alle drei Staffeln und drei Kinofilme blieb. Bekannt ist er auch für sein Motto „Safety first!“ (deutsch: „Sicherheit geht vor!“), den er vor vielen seiner Stunts aufsagt.
Im Jahr 2005 eröffnete er außerdem einen Skateboard-Shop in McMinnville, den er im Juli 2014 jedoch wieder schloss. Momentan ist er nebenbei als Fotograf tätig und betreibt dazu eine Website. Er lebt heute in Portland.

## Filmografie
- 2000–2002: Jackass (Fernsehserie)
- 2003: Jackass: The Movie
- 2003: Grind – Sex, Boards & Rock’n’Roll (Grind)
- 2006: Jackass: Nummer Zwei
- 2007: Jackass 2.5
- 2010: Jackass 3D
- 2011: Jackass 3.5
- 2022: Jackass Forever
- 2022: Jackass 4.5